# Choro Q

Logo giapponese

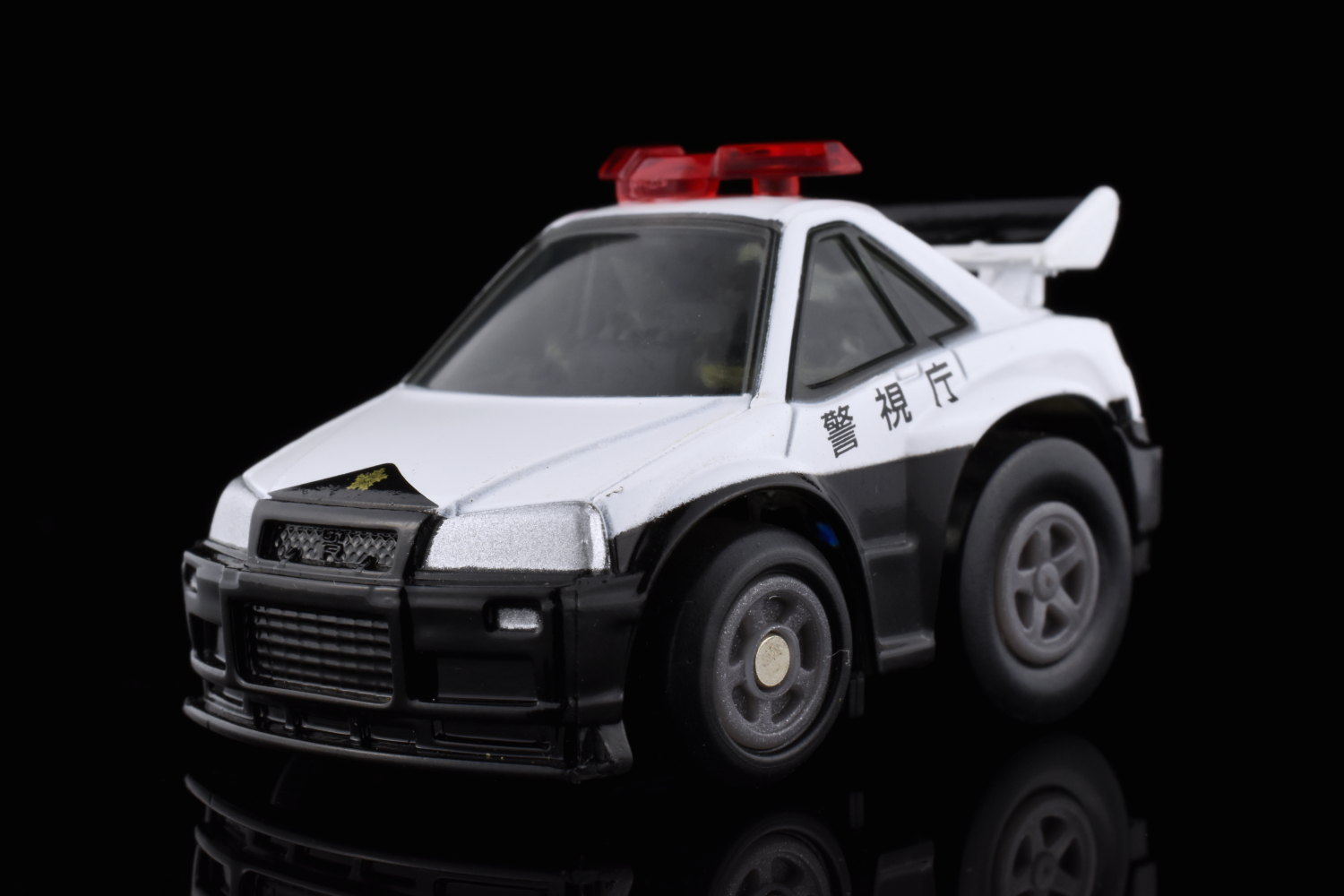
Una Choro Q ispirata a una Nissan

Choro Q (チョロＱ), anche trascritto Choro-Q o ChoroQ, è una linea di automobiline giocattolo prodotte dalla Takara a partire dal 1980. Sono tozze e di piccole dimensioni (larghezza di circa 3 cm), dotate di motore a molla caricabile spingendole all'indietro, ed esteticamente hanno un aspetto caricaturale, spesso basato su modelli di veicoli reali. Una fessura sul retro permette di inserire una monetina, ad esempio una da 10 yen, con l'effetto di far impennare l'automobilina quando parte.
La Tomy, che ha assorbito nel frattempo la Takara, ha dichiarato che fino al 2020 erano state venute oltre 150 milioni di Choro Q, in 3000 modelli.